# Boophis axelmeyeri
Boophis axelmeyeri is een kikker uit de familie gouden kikkers (Mantellidae). De soort werd voor het eerst wetenschappelijk beschreven door Miguel Vences, Franco Andreone en David Vieitis in 2005. De soort behoort tot het geslacht Boophis. De soortaanduiding axelmeyeri is een eerbetoon aan Axel Meyer.

## Leefgebied
De kikker is endemisch in Madagaskar. De soort komt voor in bergen in het noordoosten van het eiland en leeft op een hoogte van 680 tot 1100 meter boven zeeniveau.

## Beschrijving
Mannetjes hebben een lengte van 36 tot 43 millimeter. De rug is donkerbruin en de buik is wit met donkerbruine vlekken. De buitenkant van de poten is grijsbruin en donker gestreept, de binnenkant is doorzichtig blauw met bruine vlekken.